# Тарамо салата
Тарамо салата (грч. ταραμοσαλάτα, према тур. taramas + ) је грчко и турско предјело. Припрема се од посољене икре бакалара, шарана или других морских или речних риба, помешане са презлама или пире кромпиром, са додатком лимуна, сирћета и маслиновог уља.
Обично је светло крем боје до ружичасте, зависно од врсте икре. Фабричка тарамо салата је обично ружичасте боје због додатка вештачких боја. Једе се најчешће са хлебом или пецивом.
Традиционално јело се прави тучком и аваном, дајући благо зрнасту текстуру, али комерцијална тарамо салата се обично меша у веома глатку пасту.
У Грчкој се тарамо салата често служи Чистог понедељка, првог дана Великог поста.

## Етимологија
Позајмљена из грчке речи ταραμάς (икра), а сама је позајмљеница из турског tarama. Обично је тарама сама слана икра, али се понекад припремљено јело назива и тарамом.